# Giuseppe Jappelli
Giuseppe Jappelli (Venezia, 14 maggio 1783 – Venezia, 8 maggio 1852) è stato un ingegnere, architetto e paesaggista italiano.
Fu tra i massimi esponenti dello stile neoclassico nel Veneto e fu particolarmente noto come progettista di giardini romantici e massonici.

## Biografia

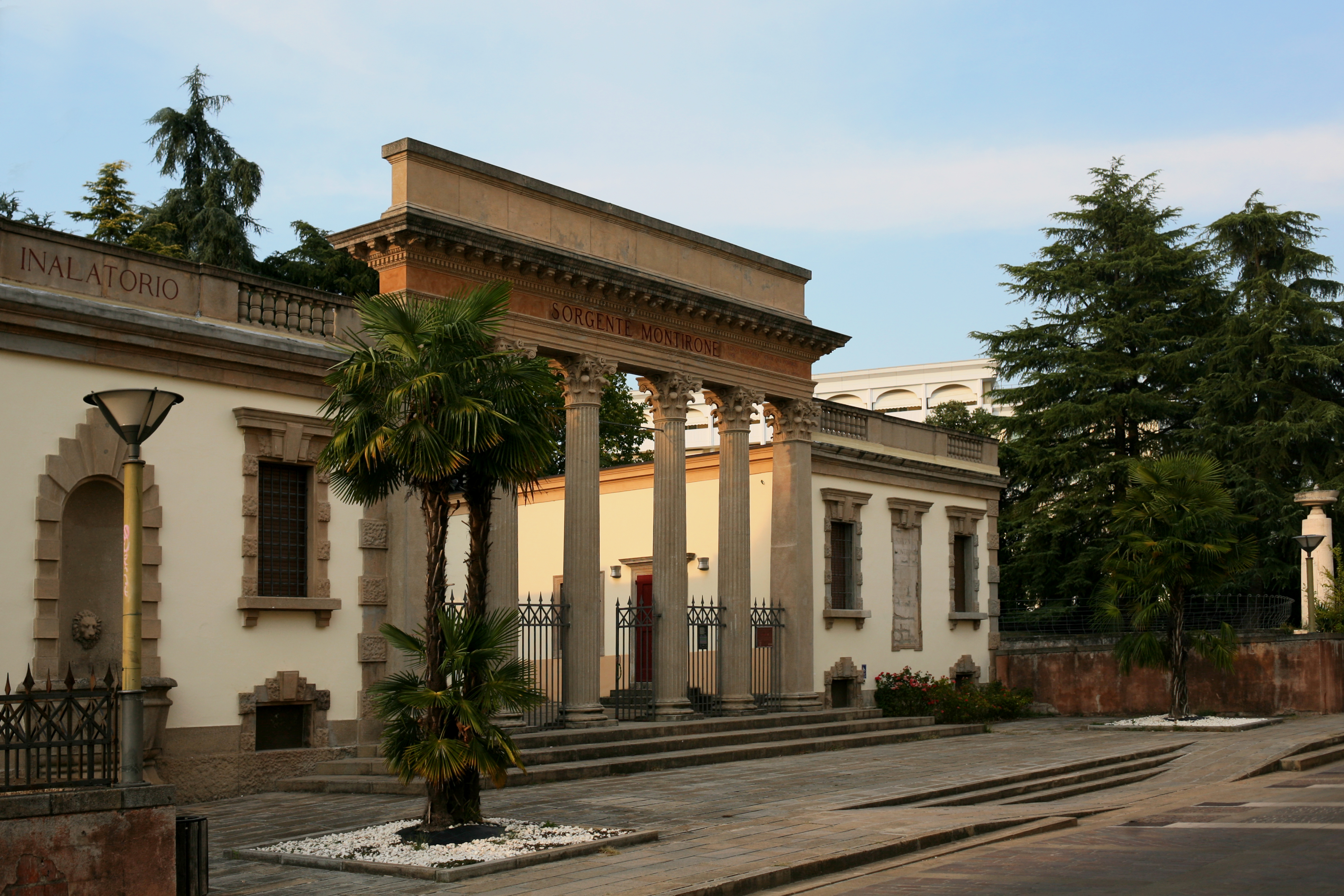
Ingresso delle sorgenti Montirone ad Abano Terme

Era l'ultimo dei nove figli di Domenico Jappelli, bolognese chiamato a Venezia come segretario del priorato dell'Ordine di Malta, e da Elisabetta Biondi. A 14 anni assistette alla caduta della Serenissima - da molto tempo in crisi irreversibile per motivi economici e politici - cagionata dall'esercito rivoluzionario francese.
La sua formazione artistica fu forse iniziativa del cugino Luigi Jappelli, pittore e decoratore attivo nel Veneto e poi in Spagna. Nel 1798, morto il padre e seguito dallo zio Filippo, un potente ecclesiastico, si iscrisse all'Accademia Clementina (oggi Accademia di Belle Arti) di Bologna dove attese ai corsi di architettura e figura, dimostrando notevoli capacità nel campo della scenografia. Tornato a Venezia, frequentò poi a Padova il cartografo Giovanni Valle e dal 1803 contribuendo alla famosa pianta di Padova del Valle, divenuto perito agrimensore, si occupò della realizzazione di alcuni lavori di regolazione delle acque del Piave insieme all'esperto idraulico e tecnico delle fortificazioni Paolo Artico.
Nel 1807 entrò nel Corpo degli ingegneri delle acque e strade del Dipartimento francese del Brenta e dell'Alto Po. Nel 1809 si arruolò nell'esercito napoleonico al seguito di Eugenio di Beauharnais, congedandosi quattro anni dopo con il grado di capitano. Fu iniziato alla Libera muratoria nel 1806 con la presentazione del generale francese Miollis e frequentò poi la Loggia La Pace di Padova - ancora oggi esistente all'Obbedienza del Grand'Oriente d'Italia.
Dopo la sconfitta di Napoleone e la caduta del Regno Italico, Jappelli persa temporaneamente la cittadinanza fu costretto a fermarsi in Lombardia dove si dedicò alla ristrutturazione all'inglese del giardino di Villa Sommi Picenardi nei pressi di Cremona, i cui proprietari erano confratelli. Sull'originalità di questo lavoro si fonda la sua reputazione di architetto paesaggista.

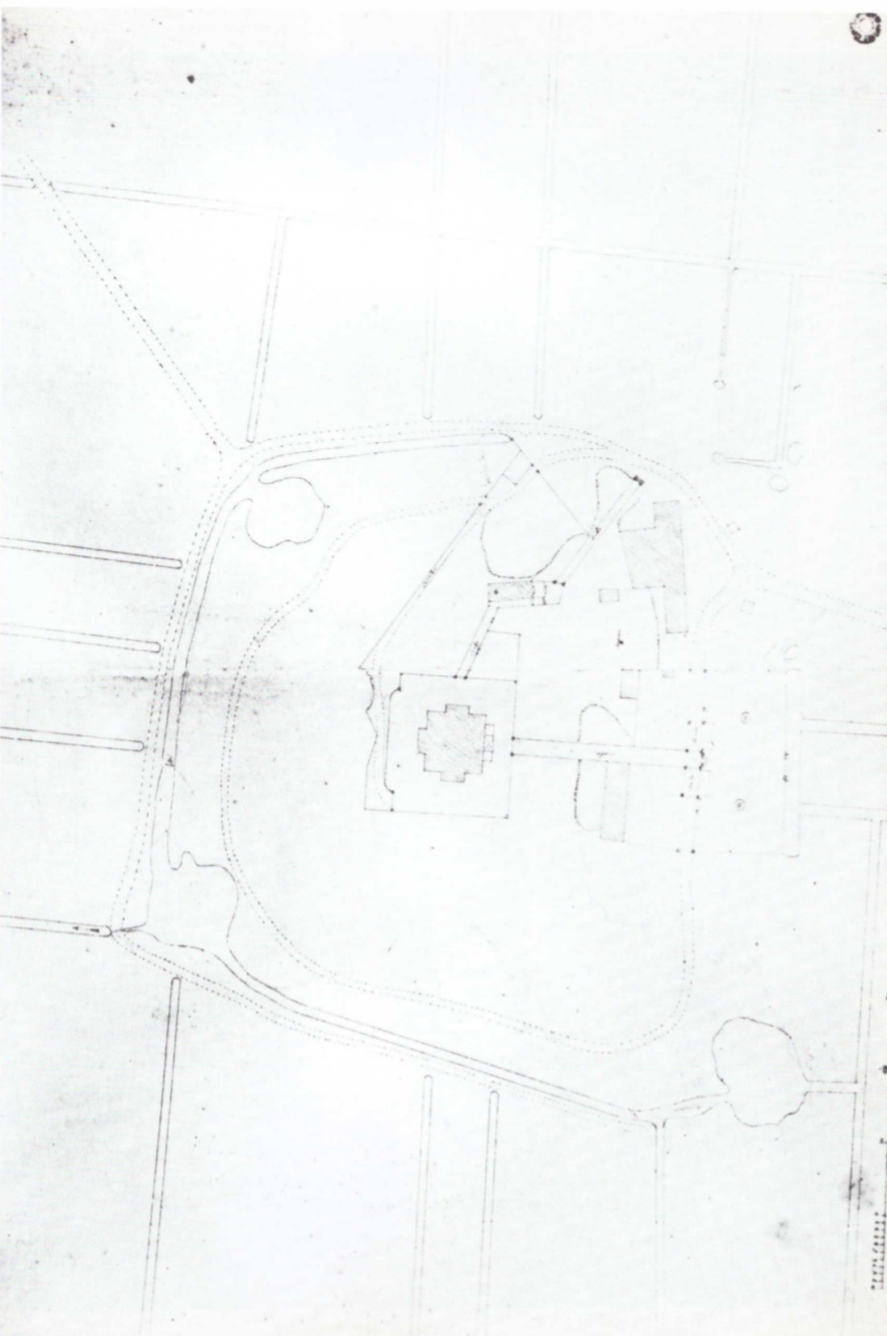
Progetto per il giardino di Villa Selvatico a Battaglia Terme, Museo Civico di Padova.

Nel 1815 rientrò a Padova, dove progettò una sontuosa scenografia a Palazzo della Ragione in occasione della visita in città dell'imperatore Francesco I d'Austria, il 30 dicembre dello stesso anno. Successivamente progettò e realizzò importanti trasformazioni di parchi e giardini nei dintorni di Padova.
La prima grande occasione si presentò con la progettazione iniziata nel 1816 del grande parco di Saonara commissionatagli da Antonio Vigodarzere. Successivamente, nel 1814 gli venne commissionato il progetto per il rinnovamento del giardino di Villa Selvatico a Battaglia Terme, non realizzato. Nell'aprile del 1815 si verificò la più grande eruzione degli ultimi tre secoli - in Indonesia con il vulcano Tambora. Vennero riversati nell'atmosfera più di 50 km cubi di materiale e la formazione di acqua ed acido solforico negli altissimi strati dell'atmosfera ridussero per i successivi 20 mesi l'irradiazione solare del 30% nel'emisfero boreale causando un brusco cambio climatico, con alluvioni, piogge e perdita di raccolti. Ci furono circa 80.000 morti per carestia. Il conte Vigodarzere venne incontro alla stremata popolazione locale dando lavoro a molti contadini locali per l'arco di 2 anni e li mise in opera per costruire il giardino. Furono piantate 35.000 piante - scavati laghi e corsi d'acqua, create colline artificiali - tutto sotto la direzione molto precisa dello Jappelli. La costruzione del giardino continuò per lunghi anni anche con il cambio del proprietario che divenne Andrea Cittadella Vigodarzere figlio adottivo nonché nipote di Antonio. Fu realizzata in seguito la Cappella dei Templari, tipico esempio neogotico di tempio massonico.
Nel 1817 sposò Elisa Pietrobelli da cui ebbe una bimba, purtroppo morta a 3 anni di morbillo.
Sempre nel 1817 venne nominato ingegnere provinciale a Padova e ricevette importanti incarichi pubblici, tra cui quello per la progettazione delle carceri (che dovevano essere costruite nell'attuale via Morgagni, su modello del panopticon benthamiano), di una nuova sede dell'Università che doveva essere collocata tra le basiliche del Santo e di Santa Giustina con una grandiosa facciata su Prato della Valle, del Cimitero Maggiore e del pubblico macello che, secondo le norme igieniche dettate dal recente codice napoleonico rimasto in vigore anche dopo la caduta di Napoleone, dovevano essere dislocati fuori dall'abitato.
La sfida di Jappelli, aderente alla Massoneria fin dal 1806 e convinto sostenitore degli ideali illuministi, era quella di progettare non degli interventi isolati, ma piuttosto di integrarli in una dimensione tendente a riprogettare lo spazio urbano come un unico insieme di attività, di abitazioni e di servizi, ma il loro carattere utopistico e colossale, e il conservatorismo del mondo politico austriaco, fecero sì che tutti i progetti, tranne quello del macello comunale, rimanessero sulla carta.
Il macello, fino agli inizi dell'Ottocento localizzato nel centro della città, nella zona detta appunto delle "Beccherie" (oggi via Cesare Battisti), venne portato in via Morgagni dove Jappelli progettò e costruì una nuova sede caratterizzata da una facciata neoclassica con otto colonne in stile dorico, che richiama la facciata del Partenone. Utilizzò questa costruzione anche molti materiali lapidei provenienti dalla demolita chiesa gotica di Sant'Agostino (1819) il macello in questa sede cessò di funzionare nel 1909 e dall'anno seguente ospitò la sede dell'Istituto d'Arte "Pietro Selvatico", suo allievo più importante ed è ora in attesa di un restauro (2020).

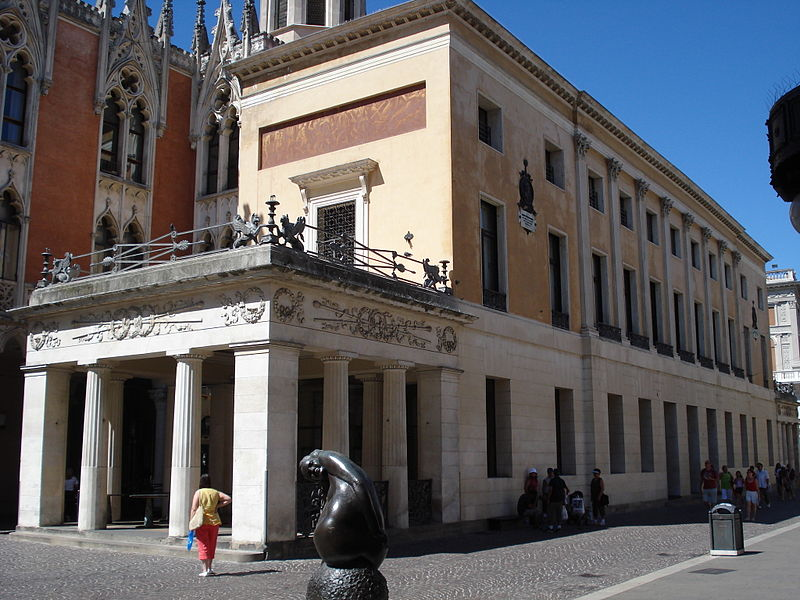
Il Caffè Pedrocchi di Padova, l'opera più nota di Jappelli.

Nel 1826, Giuseppe Jappelli ricevette da Antonio Pedrocchi l'incarico per la realizzazione del Caffè Pedrocchi. Il piano terra fu completato su modello neoclassico ma sul tipo delle kafeehouse austriache nel 1831 ma i lavori proseguirono fino al 1842, anno in cui fu inaugurato il piano nobile dell'edificio in occasione del Congresso degli Scienziati Italiani. Sono da segnalare la bellissima scalinata e le tre sale di ingresso che rappresentano tre età: quella etrusca a pianta quadrata e corrispondente all'apprendista, quella greca rettangolare in relazione al Compagno e l'ultima a pianta circolare rappresentante l'età romana tracciata dal compasso del Maestro. Il caffè era illuminato a gas anche durante la notte (per allora una grande rivoluzione in una città ancora oscura) e conserva ancora al piano terra la sala verde dove gli studenti della vicina Università possono ancora oggi sedersi senza pagare, avere un bicchiere d'acqua e leggere i quotidiani. Il caffè fu poi donato dal figlio adottivo di Pedrocchi al Comune di Padova che tuttora lo possiede.
L'Architetto ebbe ulteriori incarichi privati da Moisé Trieste per sistemare il parco termale e l'albergo Orologio in Abano, dal dott. Meneghini per il suo giardini di Battaglia (perduto) e dall'Avvocato Dalla Libera sempre per un perduto giardino a Voltabrusegana.
Nel 1821 realizzò il palazzo comunale di Piove di Sacco al posto del fatiscente edificio di epoca carrarese.
Nonostante la sua vocazione frustrata di urbanista, Jappelli ebbe molte commissioni da persone che lo stimavano ed appartenevano alla nobiltà e borghesia aderente agli ideali illuministici ed occultamente alle società latomistiche molti di loro della comunità ebraica che finalmente dopo Napoleone aveva ottenuto più libertà e la possibilità di essere proprietaria di terrene e case.
Negli anni '30 e '40 dell'Ottocento Jappelli ebbe l'opportunità di compiere alcuni viaggi in Inghilterra e in Francia, esperienza fondamentale per una persona attenta e curiosa come lui per l'acquisizione di spunti e idee dall'architettura neogotica e dell'uso di piante esotiche particolarmente cinesi e giapponesi che poi userà molto nei suoi giardini. A Padova, oltre ai progetti già citati, si dedicò alla progettazione del giardino Pacchierotti (fra l'Orto Botanico e il Prato della Valle), del giardino Giacomini (in Via del Santo) utilizzando i mattoni della demolizione del vicino Ospedale per la creazione di collinette su cui troneggia una torre- Loggia massonica e del giardino di palazzo Treves de' Bonfili, oggi proprietà del Comune e aperto al pubblico (ingresso da via Bartolomeo d'Alviano). Esempio di giardino all'inglese, dopo i gravi danni subiti venne restaurato negli anni novanta e si estende su 9600 m².
Fuori Padova, l'emergente ceto borghese si servì di lui per il progetto di residenze prestigiose, tra le quali si ricordano Ca' Minotto a Rosà, Villa Gera a Conegliano e Villa de Manzoni ai Patt di Sedico. Nel 1838 creò anche il giardino all'inglese della Villa Soranzo Conestabile di Scorzè e ampliò l'ala sud della villa.
A Loreggia chiamato dal suo confratello Girolamo Polcastro sistemò il parco. Fu anche chiamato, intorno al 1840, dal principe Alessandro Torlonia per la sistemazione del verde nell'area meridionale di Villa Torlonia a Roma - ora aperta al pubblico e casa di Mussolini durante gli anni 30-40.
Tra gli ultimi lavori di Jappelli sono da ricordare la ristrutturazione del Teatro Nuovo (oggi Teatro Verdi) a Padova e trasferitosi nella natia Venezia seguì l'ambiziosa progettazione (non portata a termine) di un porto commerciale a Venezia, da realizzare sul modello dei docks londinesi che l'architetto aveva avuto modo di visitare qualche anno prima. Convinto sostenitore dei mezzi moderni pensava di portare fino a Rialto la ferrovia allora appena costruita dall'IR governo. Non riuscì a vedere l'arrivo dell'Italia in Veneto morendo nel 1852. È sepolto nel cimitero veneziano di San Michele.
È attiva in Padova dal 1978 una loggia massonica dedicata a "Giuseppe Jappelli", registrata con il numero 1344 all'obbedienza della Gran Loggia d'Italia.
Ad oggi, un'aula studio dell'Università di Padova è denominata Jappelli, perché si trova nella via omonima.

## Opere
- Casa di forza, Padova, Castello Carrarese (1807)
- Allestimento della Sala Municipale per la cerimonia in onore di Napoleone, Padova, Palazzo Municipale (15 giugno 1809)
- Allestimento del Salone di Palazzo della Ragione per la visita dell'Imperatore Francesco I d'Austria e consorte, Padova, Palazzo della Ragione (20 dicembre 1815)
- Ristrutturazione del Centro Termale Abano – Montirone, Abano Terme (Padova) (1817-1825). Su commissione della famiglia Trieste
- Macello comunale (ora Istituto d'Arte “P. Selvatico”), Padova (1819-1821)[1]
- Palazzo municipale, Piove di Sacco (Padova) (1820-1821)
- Chiesa parrocchiale di santa Margherita (opera distrutta), Vigonza (Padova) (1821)
- Oratorio e Giardino della Libera (Bonelli, poi Zambelli), Volta Brusegana, Padova (terminato nel 1821)
- Carceri pubbliche (progetto non realizzato), Padova (dopo il 1822)
- Ampliamento della sede dell'Università degli studi (progetto non realizzato), Padova (1824)[2]
- Caffè Pedrocchi, Padova (1826 - 1831 -1842)
- Cimitero Nuovo (progetto non realizzato), Padova, S. Osvaldo (1826)
- Loggia Amulea (progetto non realizzato), Padova (1827-1831-1847-1848-1861)
- Villa Gera a Conegliano (Treviso) (1827)
- Ristrutturazione di Villa Trieste, a Piazzola sul Brenta (Padova) (1830-1840)
- Allestimento per il sesto Centenario Antoniano, Padova (1831)
- Villa Ca' Minotto a Rosà (Vicenza) (1832)
- Villa de Manzoni ai Patt di Sedico (Belluno) (1835)
- Pedrocchino (ampliamento del Caffè Pedrocchi), Padova (1837-1839)
- Ampliamento di villa Soranzo Conestabile di Scorzè (Venezia) (1838), ala sud
- Casa e giardino Giacomini (Manfrin, ora Romiati), Padova (1839-1840)
- Ristrutturazione del Teatro Nuovo (ora Verdi), Padova (1846-1847)
- Casina delle Civette di Villa Torlonia, Roma

### Parchi e giardini
- Giardino di villa Valmarana, allora Cittadella Vigodarzere Saonara (Padova) (dal 1816 fino 1868)
- Giardino di villa Meneghini (già Selvatico), Sant'Elena di Battaglia (Padova) (dal 1816)
- Oratorio e Giardino della Libera (Bonelli, poi Zambelli), Volta Brusegana, Padova (terminato nel 1821)
- Villa Gera, Conegliano (Treviso) (1827)
- Parco Treves de Bonfili, Padova (1829)
- Villa Ca' Minotto, Rosà (Vicenza) (1832)
- Villa de Manzoni ai Patt, Sedico (Belluno) (1835)
- Giardino Trieste, Vaccarino, Piazzola sul Brenta (Padova) (1835-1842 circa)
- Giardino Giacomini Romiati, Padova (1838)
- Villa Soranzo Conestabile, Scorzè (Venezia) (1838)
- Giardino Sopranzi, Tradate (Varese) (1840)
- Giardini Pacchierotti, Padova (1840)
- Giardino Polcastro Wollemborg, Loreggia (Padova) (1840)
- Ampliamento del parco di Villa Torlonia, Roma (1840)
- Giardino Trieste all'Alicorno, Padova (1833-1865)